# Ba Chúc

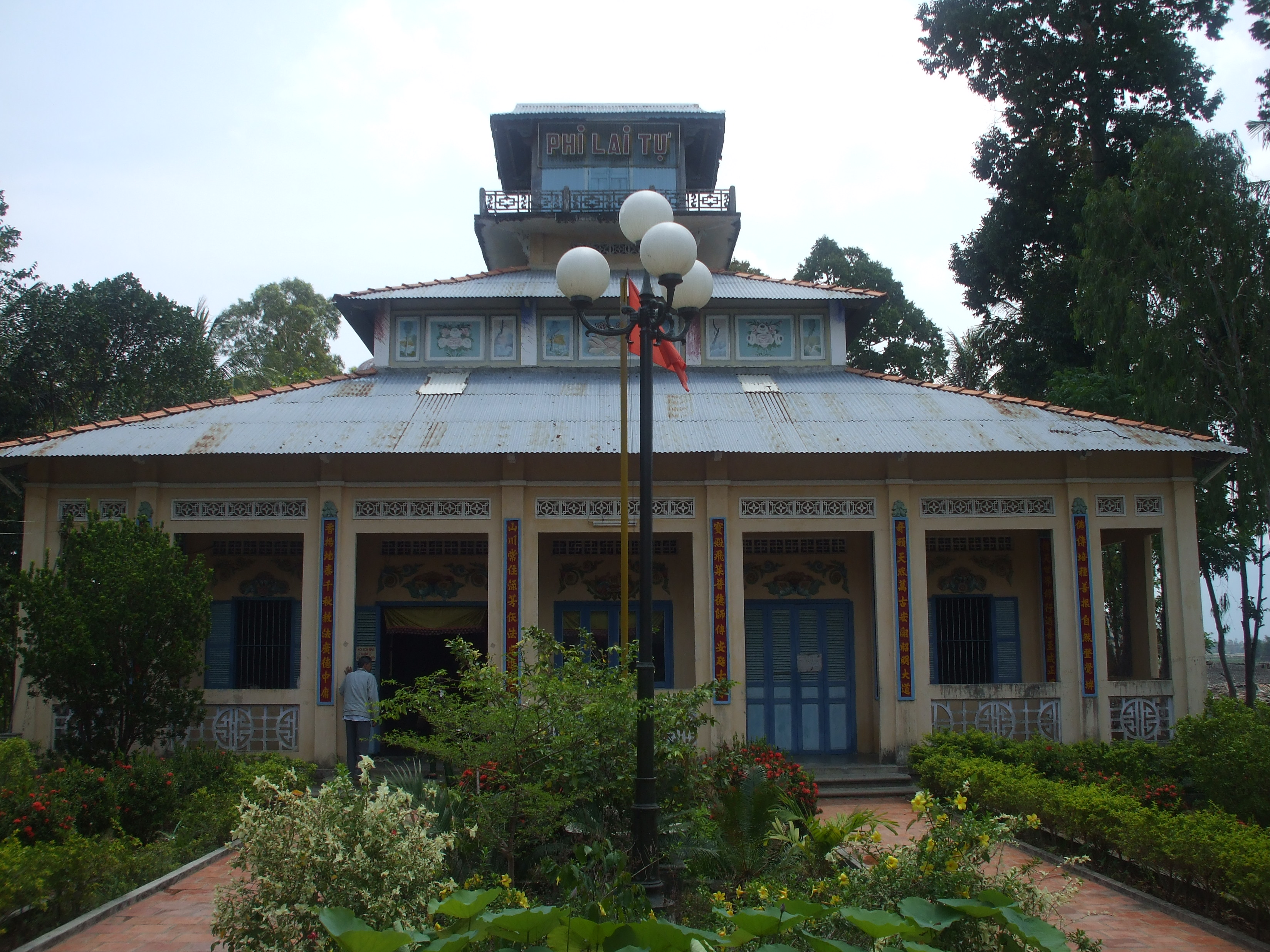
Eine Pagode in Ba Chúc

Ba Chúc ist eine Gemeinde in der Provinz An Giang in Vietnam. Bekanntheit erlangte der Ort während des Vietnamkrieges. Die New York Times enthüllte am 10. Januar 1971, dass Zivilisten von Offizieren der ARVN und von amerikanischen Militärberatern dazu gezwungen wurden, Landminen, die von Vietcong-Einheiten und der Vietnamesische Volksarmee gelegt worden waren, zu entfernen.
Der Ort war 1978 auch Schauplatz eines grausamen Massakers durch die Roten Khmer. Die Guerillabewegung aus dem angrenzenden Nachbarland Kambodscha ermordete beim Massaker von Ba Chúc 3.157 Zivilisten, nur zwei überlebten das Massaker.